# Jerry Slijngard
Jerry Slijngard is een Surinaams bestuurder en marineofficier. Hij heeft de militaire rang van kolonel. Slijngard stond aan de oprichting van het Nationaal Coördinatiecentrum voor Rampenbeheersing in 2003 en leidt deze organisatie sinds de oprichting. In 2013 bereidde hij daarnaast de oprichting van de Surinaamse Kustwacht voor en is ook hier de directeur van sinds de oprichting. Hij is lid van het COVID-19 Crisis Management Team tijdens de coronacrisis in Suriname in 2020. Hij had kortstondig de leiding over dit crisismanagement tijdens de quarantaineperiode van Danielle Veira.

## Biografie
Slijngard heeft sinds minimaal 2003 de rang van kolonel. In 2003 werd hij benoemd tot voorzitter van een commissie die zich bezig hield met rampenbeheersing en was samengesteld door de minister van Defensie, Ronald Assen. Tijdens de watersnood van 2006 stond hij aan het hoofd van het nieuwgevormde Nationaal Coördinatiecentrum voor Rampenbeheersing (NCCR). Het instituut kreeg meer betekenis sinds in 2009 de Rampenwet werd aangenomen en organisaties op gemeenschaps- tot nationaal niveau verplicht zijn om hun rampenplan te laten toetsen door het NCCR.
In 2013 werd hij daarnaast voorzitter van de Commissie Operationalisering Kustwacht die de komst van een Surinaamse kustwacht voorbereidde. In juni van dat jaar werd de eerste patrouilleboot geleverd en liet hij de eerste zestien bemanningsleden trainen bij de Maritieme Autoriteit Suriname. De visserijsector had toen al enige tijd behoefte aan een kustwacht en voelde zich op het water vanwege piraterij aan hun lot overgelaten. Door acties van piraten met dodelijke afloop kwam Slijngard in 2018 onder druk te staan. Met wat er in dat jaar gebeurde was er volgens Slijngard geen sprake meer van piraterij, maar zeeroverij wat hij vergelijkt met terrorisme.
In 2020 maakt Slijngard deel uit van het COVID-19 Crisis Management Team en is hij een van de leidende personen tijdens de coronacrisis in Suriname. Tijdens de quarantaine van Danielle Veira, van 24 maart tot 2 april, had Slijngaard de leiding over dit managementteam. Op 11 juni bleek hij zelf besmet te zijn met het coronavirus. Slijngard werd in september 2020 bij de kustwacht opgevolgd door majoor Radjoe Bhola